# Chromosom 15

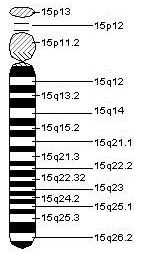

Chromosom 15 – jeden z 23 parzystych ludzkich chromosomów. DNA tworzące chromosom 15 liczy około 106 milionów par zasad, co stanowi około 3-3,5% materiału genetycznego człowieka. Liczbę genów mających swoje loci na chromosomie 15 szacuje się na 700-900.

## Geny
- FAH
- FBN1
- HERC2
- HEXA
- IVD
- OCA2
- RAD51
- STRC
- UBE3A
- PML (gen)
- SLC24A5
- EYCL3

## Choroby
Następujące choroby wiąże się z mutacjami w obrębie chromosomu 15:
- zespół Angelmana
- choroba Alpersa
- rak sutka
- zespół Blooma
- kwasica izowalerianowa
- zespół Marfana
- zespół Pradera-Williego
- choroba Taya-Sachsa
- zespół Bardeta-Biedla
- tyrozynemia
- zespół izodicentycznego chromosomu 15.